# La paura (film 1954)
La paura è un film del 1954, diretto da Roberto Rossellini. Il soggetto è ripreso dalla novella Paura (Angst) di Stefan Zweig scritta nel 1910. Si devono considerare versioni originali del film quelle in tedesco (Angst) e in inglese (Fear), girate in parallelo a Monaco di Baviera tra l'agosto e l'ottobre del 1954.
In italiano esistono due versioni doppiate. La prima, distribuita nel 1955 con il titolo La paura, fu montata a partire dal materiale della versione in lingua inglese. Dato lo scarso successo al botteghino la produzione decise di ridistribuire nel 1958 senza il consenso del regista una versione pesantemente modificata con il nuovo titolo La paura: non credo più all'amore. Questa versione - la più breve in assoluto - si distingue per l'aggiunta di sequenze ex novo, l'introduzione di una voce narrante affidata alla protagonista e un finale melodrammatico tutto nuovo.

## Trama

Un'altra scena del film

Irene Wagner è una brillante donna in carriera che dirige una ditta di prodotti farmaceutici. Vive a Monaco. È sposata con Alberto Wagner dal quale ha avuto due figli. Alberto è impiegato come chimico nel laboratorio della ditta diretta dalla moglie.
La signora Wagner ha una relazione extraconiugale con Enrico Stoltz. Una sera di ritorno a casa, dopo essersi appena congedata dall'amante, Irene viene avvicinata da una sconosciuta la quale dice di essere la fidanzata di Enrico e pare disperata. L'incontro ha luogo sulla porta di casa Wagner. Irene per paura che il marito la possa vedere dalla finestra, estrae rapidamente qualche banconota dalla borsetta e congeda la donna. Nei giorni successivi la donna che si presenta sotto il nome di Giovanna Schultze si presenta di nuovo a Irene, ma con un atteggiamento completamente diverso: comincia a ricattare sistematicamente Irene, chiedendo somme sempre maggiori. Irene cede al panico e cerca, all'insaputa del consorte, in tutti i modi di soddisfare le richieste della ricattatrice temendo che possa mettere a repentaglio la sua vita familiare.
Quello che Irene inizialmente non sa è che Giovanna è in realtà un'attrice di basso profilo ingaggiata dallo stesso Alberto, il quale sa tutto del tradimento e cerca, mettendo in scena il ricatto, di spingere la moglie a confessare il suo errore.
Alla fine Irene riesce a smascherare Giovanna, il cui vero nome è Luisa Vidor. In occasione dell'ultimo appuntamento con la ricattatrice, in un locale notturno, Luisa rivela a Irene il complotto di cui è vittima. Irene cade nel baratro della disperazione: nella sua mente inizia a balenare l'idea del suicidio. Di notte si reca in macchina alla sua fabbrica di medicinali. Raggiunge prima l'ufficio da dove si mette telefonicamente in comunicazione con la casa di campagna dove soggiornano i figli; in lacrime, Irene prega la governante di salutare i bambini da parte della mamma. Quindi redige un breve messaggio di congedo, prima di avviarsi verso il laboratorio alla ricerca di una boccetta di curaro onde porre fine alla sua vita. All'ultimo secondo la raggiunge Alberto, che le chiede perdono. I due si stringono in un abbraccio e si confessano il loro amore.

### Finale della seconda versione italiana
Nella seconda versione italiana il ricongiungimento finale viene cassato. Irene decide di non perdonare il marito, anzi vuole lasciarlo per dedicare il suo tempo e le sue energie all'educazione dei figli, perché del resto, come ci ricorda il titolo, lei non crede più alla magia dell'amore.

## Maggiori differenze tra la novella di Stefan Zweig e il film
- La vicenda della novella è ambientata nella Vienna imperial-regia. Il film si svolge a Monaco di Baviera, negli anni '50.
- La protagonista della novella è una donna appartenente alla ricca borghesia viennese, sposatasi più per interesse che per amore.
- Il marito di Irene nella novella si chiama Fritz Wagner, non è un chimico bensì un avvocato.
- Nella novella Irene non scopre da sola il complotto. È il marito stesso, alla fine, a confessare.

## Curiosità
- Il travestito nel locale notturno dove si danno appuntamento Irene e Giovanna è Klaus Kinski.